# Surface (2012)
第一代Surface是微软制造发售的平板电脑。它拥有一个10.6英寸ClearType显示屏，运行Windows RT操作系统。它的目标受众是平板电脑用户，但仍然追求生产力。Surface 可以用来玩游戏，上网，编辑Microsoft Office文档，访问社交网络和其他多种用途。
Surface最早是在一个位于洛杉矶举办的只面向记者的发布会上发布的。它是第一款微软自行研发生产的PC。Surface只可以使用Wi-Fi，无法连接蜂窝网络。这款平板电脑在美国、英国、澳大利亚、加拿大、法国、德国、中国、香港等上市。而运行Windows 8的Surface Pro在之后发布。
从一开始，微软的主要目标就是占据苹果iPad和其它平板电脑市场份额。

## 硬件
第一代Surface的外殼是鎂鋁合金，由VaporMg技術製造。表面組件由濺鍍技術（PVD）完成，VaporMg技術熔化了鎂和濺出表面的細節，帶有濃厚的金屬感和堅固性。
此外殼還包括在一個USB接口，前後鏡頭，一個微型SD插槽，支架，3.5mm耳機孔，和連接點磁條。座檯機架是一個0.77毫米的座檯機架，機架打開後，將形成22度角支持機身橫向觀看。此角度可讓後鏡頭在站立的情況下自然地向人取景。
第一代Surface平板电脑使用10.6英寸、分辨率為1366 X 768、長寬比16:9的高解像度螢幕，支持五点触控，使用微軟的ClearType高解析顯示技術，支持超寬視角和自動調節屏幕亮度。设备宽10.81英寸（27.5厘米），高6.77英寸（17.2厘米），厚0.37英寸（9.4毫米）。

## 软件
第一代Surface平板电脑运行Windows RT，预先装有一系列应用程序如OneDrive，Microsoft Office 2013 RT版（包括Word、PowerPoint、Excel和Onenote）。Windows RT只能运行从Windows Store上下载的为ARM架构设计的应用程序。
Windows RT 8.1于2013年10月17日发布。这个更新带来了一些全新的功能，如优化的邮件应用、更大的动态磁贴、一个帮助应用、Internet Explorer 11、Outlook 2013 RT、电脑设置的改变等等。之后又发布了一个更新，为Surface带来了开始屏幕上的搜索键、Modern用户界面中的任务栏等等

## 配件
与Surface一起发布的还有两种配件，Type cover和Touch Cover。Touch Cover有白、黑、品红、红、蓝绿等多种颜色。Type Cover 为黑色。另外还发布了背后印有艺术作品的限量版的Touch Cover。Type cover和Touch Cover可作为键盘使用，并且会自动吸附于Surface的底部。
之后，将micro-HDMI转换为HDMI或是VGA的转接线也发布了。